# Féminicène
Féminicène (titre complet : Féminicène : Les vraies raisons de l'émancipation des femmes, les vrais dangers qui les menacent) est un essai de l'auteure, essayiste et haute fonctionnaire française Véra Nikolski publié en 2023 aux éditions Fayard. Son titre s'inspire de la théorie de l'anthropocène, désignant une époque géologique ayant débuté quand l'influence de l'être humain sur la géologie et les écosystèmes est devenue significative à l'échelle de l'histoire de la Terre.

## Thématique
Inscrivant sa réflexion dans la lignée intellectuelle de l’anthropologue et démographe Emmanuel Todd, Véra Nikolski avance l’hypothèse d’un environnement naturel ayant favorisé la prédominance masculine, en procurant un avantage comparatif aux hommes sur les femmes. Basée sur ce constat, la principale démonstration de son essai, matérialiste, est que l'émancipation des femmes et leur égalité par rapport aux hommes résulte de conditions qui ont permis, depuis la révolution industrielle, de les libérer des contraintes liées à la maternité et de leur rendre peu à peu le marché du travail plus accessible notamment grâce à la tertiarisation. Auparavant, les différences biologiques entre hommes et femmes expliquait des différences de productivité sur lesquelles se basait une division sexuelle du travail, dans laquelle l'autonomie des femmes était réduite. En outre, la mortalité infantile très élevée jusqu'à la révolution industrielle imposait aux femmes un rythme de grossesses soutenu pour avoir une descendance qui les assignait à un rôle de procréation dont elle n'ont pu s'émanciper que grâce aux progrès de la médecine,. Enfin, la scolarisation massive des enfants a permis de décharger les femmes de leur surveillance permanente, ce qui leur a libéré un temps précieux.
Dès lors, Véra Nikolski déconstruit des analyses largement diffusées dans les mouvements féministes militants, mais selon elle erronées, comme la place centrale des luttes féministes dans les progrès obtenus pour les droits des femmes. Au lieu de rendre hommage aux femmes pour leurs combats, l'auteure estime au contraire qu'attribuer le mérite de ces progrès aux luttes féministes menées depuis le XIXe siècle revient à considérer que le patriarcat aurait pu être renversé depuis longtemps, et ne se serait maintenu qu'à cause de l'inaction et du fatalisme des femmes des époques antérieures. Ce d'autant plus que les luttes féministes des XIXe et XXe siècles ont rencontré assez peu de « résistance » de la part des hommes. Dans la revue Cause commune, elle appuie son analyse en déclarant qu'il « existe à la base une nécessité objective, qui vouait à l’échec toute entreprise de libération avant l’heure. ».
Véra Nikolski déconstruit aussi l'idée d'une convergence entre patriarcat et capitalisme dans l'oppression des masses et la prédation, incarnée notamment dans les théories de l'intersectionnalité et de l'écoféminisme. Elle démontre qu'au contraire, un système basé sur la maximisation du profit a intérêt à intégrer un maximum d'individus sur le marché du travail et dans la société de consommation, tandis que la crise écologique résulte d'une transformation du système de production qui permet d'y intégrer les femmes en supprimant, dans la plupart des emplois, la force physique comme critère d'aptitude,. La « salarisation » progressive de la population active, si « aliénante » soit-elle à d’autres égards, offre aux femmes une indépendance financière, pierre angulaire de toute indépendance.
Pour autant, l'auteur rappelle la gravité de l'épuisement des ressources naturelles et du dérèglement climatique, dès lors que ces tendances menacent, notamment, la pérennité des améliorations des droits des femmes permis par l'abondance énergétique. Elle conseille aux femmes de s’en prémunir en investissant les métiers plutôt accomplis par des hommes, comme les métiers scientifiques. Plutôt qu'aller manifester dans les rues, les femmes pérenniseront plus efficacement leurs droits et leur liberté en allant occuper les postes à responsabilité où les allocations des ressources sont décidées.

## Influences
Véra Nikolski s'inspire de travaux de nombreux chercheurs exerçant dans plusieurs disciplines (philosophie, sociologie, anthropologie, historiens, économie et même ingénierie) comme Karl Marx, Simone de Beauvoir, Emmanuel Todd, Virginia Woolf, et Jean-Marc Jancovici,. Elle rend également hommage à Ambroise Croizat fondateur de la Sécurité sociale, qu'elle considère comme l'un des « plus grands féministes » de l'Histoire grâce aux améliorations de la santé publique qu'ont permis ses réformes.

## Citations
« Les lois de la nature ne nous asservissent que dans la mesure où nous ne les comprenons pas ; les comprendre c’est se donner les moyens de s’en affranchir. La reconnaissance des déterminants biologiques de la domination masculine n’implique donc nul déterminisme. Au contraire, en identifiant les conditions de possibilité de cette domination, elle dessine du même coup, en creux, celles de son dépassement. S’intéresser à ces déterminants n’est donc pas utile seulement du point de vue cognitif, mais encore du point de vue pragmatique ou, pourrait-on dire, militant. »

— Véra Nikolski, citée par le site « Culture-Tops », Féminicène, p 106

« L’avenir des femmes est incertain. La liberté dont elles jouissent aujourd’hui est éminemment fragile et les dynamiques globales qui risquent d’affecter notre planète leur seraient particulièrement préjudiciables. L’humanité court le danger qui frappera les femmes plus encore que les hommes, risquant d’annuler la révolution égalitaire des dernières décennies. »

— Véra Nikolski, citée par le site « Radio France »

## Réception critique
Sur les sites web de la Fnac et de SensCritique la moyenne des avis déposés par les lecteurs donne au livre des notes globales de 4/5 et de 7,9/10.
Natacha Polony, directrice de rédaction au journal Marianne décrit une thèse qui « a le mérite de replacer le débat là où il doit l’être : comment préserver les conditions matérielles de cette émancipation ». Le journal suisse RTS décrit un essai « passionnant et remarquable, notamment dans sa manière d’envisager un féminisme d’avenir ». L'Express évoque « un livre d’une rare finesse, dans une époque qui se laisse parfois dépasser par le poids des idées qui la traversent, quitte à en oublier le réel ».
Sur son compte Linkedin, l'ingénieur Jean-Marc Jancovici (cité par Véra Nikolski dans ses travaux) parle d'un « ouvrage très documenté » qui « par les analyses qu'il propose et les questions qu'il pose, est une lecture à recommander ». Il en fait également la promotion dans l'émission en ligne Thinkerview du 13 novembre 2024 en le citant parmi les trois derniers livres qui l'ont marqué (une question habituellement posée aux invités en fin d'émission). 
Le site « Culture-Tops » hébergé par le journal Ouest-France livre une analyse plus nuancée, évoquant « une belle analyse causale de la libération des femmes, mais un ouvrage qui souffre des maux inhérents à la prospective et se perd dans les sables des controverses féministes. ». 